# جاك جيورجيس
جاك جورجيس (بالفرنسية: Jacques George)‏ (ولد في 30 مايو 1916 – 25 فبراير 2004) الرئيس الرابع للاتحاد الأوروبي لكرة القدم (يوفا) من عام 1983 حتى 1990، وشغل أيضاً منصب رئيس الاتحاد الفرنسي لكرة القدم من عام 1968 حتى 1972 .
ولد في مدينة سان موريز سرموزيل بفرنسا، توفي في فبراير 2004 عن عمر يناهز 87 عاماً. 
في عام 1989 أدلى بتصريح مثير للجدل تعقيبا على كارثة هيلزبرة والتي وصف فيها جماهير ليفربول بأنهم «وحوش» وقال أنه يقصد الهوليجانز، إلا أنه أدلى ببيان يعتذر فيه عن الوصف بعد أن أثبتت التحقيقات أن جماهير ليفربول لم تكن السبب في الحادث.